# W34 (ядерная боеголовка)
W34 — американская ядерная боеголовка, разработанная Лос-Аламосской национальной лабораторией и принятая на вооружение в 1958 г. Поступила на войсковые полигонные испытания 28 июля 1957 г. Серийное производство боеголовок было налажено на Берлингтонском армейском оружейном заводе корпорацией General Mills, с августа 1958 по конец 1962 г., было произведено около 2000 боеголовок, не считая опытные образцы. Предназначалась для оснащения глубинных бомб, авиабомб, торпед.

## Тактико-технические характеристики
Диаметр боеголовки составлял 432 мм, длина — 0,86 м. Ядерный заряд весил от 141 до 145 кг в зависимости от модели. Мощность ядерного заряда оценивалась в 11 кт. Использовалась в авиационной ядерной глубинной бомбе Mk 101 (в 1958—1971 годах тем же производителем произведено 2000 единиц), ядерной торпеде Mk 45 (600 единиц в 1958—1976 годах), ядерной авиабомбе Mk 105 (600 единиц в 1958—1965 годах).

## Техническое описание
Согласно описаниям, конструкция боеголовки была идентична заряду атомной бомбы B28, поэтому W34 часто относят к семейству ядерных боеголовок Python. Размеры W34 близки к размерам боеголовки W40, которая относилась к этому семейству.